# دانيال هيل
دانيال هيل (بالإنجليزية: Danielle Hill) (15 أبريل 1988 بليفربول في المملكة المتحدة - ) هي لاعبة كرة قدم بريطانية في مركز حراسة المرمى. لعبت مع آي بي في وDurham W.F.C. ‏ وBlackburn Rovers W.F.C. ‏ ونادي إيفرتون للسيدات وDoncaster Rovers Belles L.F.C. ‏ وNotts County Ladies F.C. ‏ ونادي أفالدسنيس وBirmingham City W.F.C. ‏.

## وصلات خارجية
- دانيال هيل على موقع الاتحاد الأوربي (الإنجليزية)
- دانيال هيل على موقع اتحاد النرويج (النرويجية)
- دانيال هيل على موقع Soccerway.com (الإنجليزية)